# Раян Беннетт
Раян Беннетт (англ. Ryan Bennett; нар. 6 березня 1990) — англійський футболіст, захисник клубу «Суонсі Сіті».
Виступав, зокрема, за клуб «Норвіч Сіті», а також молодіжну збірну Англії.

## Клубна кар'єра
Народився 6 березня 1990 року. Вихованець юнацьких команд футбольних клубів «Іпсвіч Таун» та «Грімсбі Таун».
У дорослому футболі дебютував 2007 року виступами за команду клубу «Грімсбі Таун», в якій провів три сезони, взявши участь у 103 матчах чемпіонату.
Згодом з 2009 по 2010 рік грав у складі клубу «Пітерборо Юнайтед» на правах оренди.
2010 року вже на правах трансферу перейшов у «Пітерборо Юнайтед», підписавши з клубом 4,5-річний контракт.
Своєю грою за останню команду привернув увагу представників тренерського штабу клубу «Норвіч Сіті», до складу якого приєднався 2012 року. Відіграв за команду з Норвіча наступні п'ять сезонів своєї ігрової кар'єри. Більшість часу, проведеного у складі «Норвіч Сіті», був основним гравцем захисту команди.
До складу клубу «Вулвергемптон» приєднався 31 травня 2017 року. Всього відіграв за клуб з Вулвергемптона 74 матчі в національному чемпіонаті.
Взимку 2020 приєднався до складу «Лестер Сіті» на правах оренди.
16 жовтня 2020 узгодив контракт з «Суонсі Сіті».

## Виступи за збірні
2008 року дебютував у складі юнацької збірної Англії (U-18), загалом на юнацькому рівні взяв участь у 1 іграх.
Протягом 2011—2012 років залучався до складу молодіжної збірної Англії. На молодіжному рівні зіграв у 2 офіційних матчах.